# Nihonium
Nihonium (chemická značka Nh) je transuran připravený alfa rozpadem moscovia.

## Historie
1. února 2004 publikoval tým ruských fyziků z Dubny a amerických vědců z Lawrence Berkeley National Laboratory zprávu o přípravě nihonia (ununtria) a moscovia (ununpentia).
 48
20 Ca +  243
95 Am →  287,288
 Mc →  283,284
 Nh
29. září existenci prvku potvrdili japonští vědci, kteří provedli jadernou syntézu atomů zinku a bismutu.
 70
30 Zn +  209
83 Bi →  279
113 Nh →  278
113 Nh +  1
0 n
Detekce  278
113 Nh však vycházely z jeho rozpadových řad, ve kterých se jeden z produktů kaskády rozpadů alfa, dubnium-262, rozpadal spontánním štěpením, což neumožňovalo jeho jednoznačnou identifikaci a tedy i identifikaci Uut. Proto společná komise IUPAC a IUPAP dosud Uut jako nově objevený prvek neuznala. Až v roce 2012 se však vědeckému týmu japonského výzkumného ústavu RIKEN podařilo vzniklé  278
113 Nh dostatečně dobře identifikovat postupnou kaskádou rozpadů alfa až na mendelevium-254.
V prosinci 2015 IUPAC potvrdila splnění kritérií, Uut uznala za objevené týmem RIKEN a vyzvala objevitele k navržení konečného názvu a značky. Tým RIKEN již dříve navrhoval názvy japonium (podle Japonska, země kde byla existence prvku potvrzena) a rikenium (podle názvu vědeckého ústavu, který ji potvrdil), tým z Dubny becquerelium na počest francouzského fyzika Henriho Becquerela. Konečným návrhem objevitelů byl název nihonium a značka Nh. Nihon je jedním ze způsobů, jak v japonštině říci jméno země objevitelů, Japonska, jakožto „země vycházejícího slunce“ (japonsky 日本国, ni hon koku). Tento návrh konečného pojmenování předložila IUPAC v červnu 2016 k veřejné diskusi a 28. listopadu 2016 schválila jako konečné pojmenování a značku.
Jde o první prvek pojmenovaný týmem nebo vědcem z Asie.

## Izotopy
Doposud (2018) jsou známy následující izotopy nihonia:
| Izotop | Rok objevu | Reakce         | Poločas přeměny |
| ------ | ---------- | -------------- | --------------- |
| 278Nh  | 2004       | 209Bi(70Zn,n)  | 0,24 ms         |
| 279Nh  |            |                | ?               |
| 280Nh  |            |                | ?               |
| 281Nh  |            |                | ?               |
| 282Nh  | 2006       | 237Np(48Ca,3n) | 0,07 s          |
| 283Nh  | 2003       | 243Am(48Ca,4n) | 100 ms          |
| 284Nh  | 2003       | 243Am(48Ca,3n) | 0,48 s          |
| 285Nh  |            |                | 5,5 s           |
| 286Nh  |            |                | 20 s            |
| 287Nh  |            |                | ?               |